# Кемпф, Ипполит
Ипполит Марсель Кемпф (нем. Hippolyt Marcel Kempf; 10 декабря 1965, Люцерн) — швейцарский двоеборец, олимпийский чемпион, призёр чемпионата мира. Участник трёх Олимпиад.

## Карьера
В Кубке мира Ипполит Кемпф дебютировал в конце сезона 1983/84 и занял 37-е место на этапе в чехословацком Штрбске-Плесо. Первые очки швейцарец набрал почти через два года, в январе 1986 года, став пятнадцатым на этапе в немецком Шонахе.
Перелом в карьере швейцарца наступил в сезоне 1986/87. Кемпф одержал свою первую кубковую победу в восточногерманском Обервизентале, а в общем зачёте завершил сезон на третьем месте. На чемпионате мира 1987 года Ипполит занял шестое место в индивидуальной гонке по системе Гундерсена, а вместе с товарищами по команде показал пятый результат.
В следующем году на Олимпиаде в Калгари швейцарский двоеборец стал одним из главных героев Игр. В личном турнире Кемпф занял третье место после прыжковой части, уступая чуть больше минуты австрийцу Зульценбахеру. В беговой части программы швейцарец показал второе время в гонке на 15 километров, уступив только норвежцу Лёккену, провалившему прыжки. В итоге Кемпф опередил Зульценбахера на 19 секунд и стал олимпийским чемпионом впервые в истории швейцарского двоеборья. В командном турнире сборная Швейцарии завоевала серебро. Швейцарцы до самого финиша боролась за победу и смогли отыграть у лидирующей сборной ФРГ 4 минуты 49 секунд, тогда как на старте их отставание было на три секунды больше.
На волне этого успеха швейцарцы стали вице-чемпионами мира в 1989 году, а Кемпф вновь стал третьим в общем зачёте Кубка мира, повторив свой личный рекорд.
В 1992 году на Олимпийских играх в Альбервиле Кемпф не смог защитить звание олимпийского чемпиона. В личном турнире он неудачно выполнил свои прыжковые попытки (36-е место в четырёх минутах от лидера), а по результатам гонки смог улучшить своё положение лишь на 10 мест, став 26-м. В командном турнире сборная Швейцарии замкнула десятку сильнейших, обойдя только спортсменов из Объединённой команды.
На последней в карьере Олимпиаде Ипполит Кемпф занял шестое место в индивидуальной гонке по системе Гундерсена, а в командном турнире швейцарцы стали третьими, проиграв почти восемь минут победившей сборной Японии.
Завершил спортивную карьеру в 1994 году. В дальнейшем Ипполит Кемпф стал экономистом, работал в федерации лыжных видов спорта Швейцарии.

## Победы на этапах Кубка мира (5)
| Дата            | Место проведения |
| --------------- | ---------------- |
| 30 декабря 1986 | Обервизенталь    |
| 7 января 1989   | Шонах            |
| 25 марта 1989   | Тандер-Бей       |
| 16 декабря 1989 | Санкт-Мориц      |
| 19 марта 1994   | Тандер-Бей       |